# Maria Gomes Valentim
Maria Gomes Valentim (z domu Silva, ur. 9 lipca 1896, zm. 21 czerwca 2011) brazylijska superstulatka, która zmarła w wieku 114 lat i 347 dni. Była najstarszą zweryfikowaną osobą na świecie od czasu śmierci Eugénie Blanchard w dniu 18 maja 2011 do śmierci nieco ponad miesiąc później. Valentim była także pierwszą zatwierdzoną superstulatką z Brazylii i była jednym z 30 zweryfikowanych najstarszych ludzi w historii w chwili jej śmierci.

## Rekordy
Gomes Valentim została ogłoszona najstarszą żyjącą osobą przez Księgę Rekordów Guinnessa w dniu 18 maja 2011 r., zastępując w ten sposób Eunice Sanborn z USA, uważaną za najstarszą na świecie osobę od 4 listopada 2010 r.

## Życiorys
Gomes da Silva urodziła się w Carangola w stanie Minas Gerais w Brazylii i mieszkała tam przez całe życie. W 1913 r. poślubiła João Valentima, który zmarł w wieku 50 lat. Valentim miała 1 dziecko, syna, który zmarł w wieku 75 lat, a ponadto miała 4 wnuki, 7 prawnuków i 5 praprawnuków. Korzystała z wózka inwalidzkiego i opiekowała się nią wnuczka. Zmarła na skutek niewydolności wielonarządowej w dniu 21 czerwca 2011 r., w wieku 114 lat 347 dni. Po jej śmierci Besse Cooper przejęła tytuł najstarszej żyjącej osoby na świecie.